# جبال الحجر
جبال الحجر هي سلسلة جبلية تقع في الركن الجنوبي الشرقي من شبه الجزيرة العربية. وتغطي جزء كبيرا من شمال سلطنة عمان وبعض الأجزاء من المنطقة الشمالية في دولة الإمارات العربية المتحدة. وتمتد جبال الحجر من منطقة رؤوس الجبال في رأس مسندم بالقرب من مضيق هرمز إلى رأس الحد في المنطقة الشرقية من عمان. وتمتد جبال الحجر على شكل قوس عظيم يتجه من الشمال الشرقي لسلطنة عمان إلى جنوبها الغربي، ويصل أقصى ارتفاع له 3000 متر في منطقة الجبل الأخضر.
سبب التسمية : تسميّت جبال الحجر على الحجريون الذين قطنوا تلك الجبال قبل الميلاد وهم قبيلة الحجر الازدية.
ويقسم وادي سمائل جبال الحجر إلى قسمين وهما: جبال الحجر الغربي وجبال الحجر الشرقي، حيث يصل الوادي بين مدينة مسقط على الساحل إلى مدن أزكي ونزوى في الداخل.
- جبال الحجرالغربي وهي تقع إلى الغرب من وادي سمائل وفيها تقع منطقة الجبل الأخضر ومدن الرستاق ونخل والعوابي وغيرها.
- جبال الحجر الشرقي وهي سلسلة الجبال التي تقع إلى الشرق من وادي سمائل وفيها تقع مدن سمائل وبدبد وغيرها.

وأعلى منطقة في جبال الحجر هي جبل شمس في منطقة الجبل الأخضر إذ يبلغ ارتفاعه 3 آلاف متر فوق سطح الأرض .

## جبال الحجر في عمان

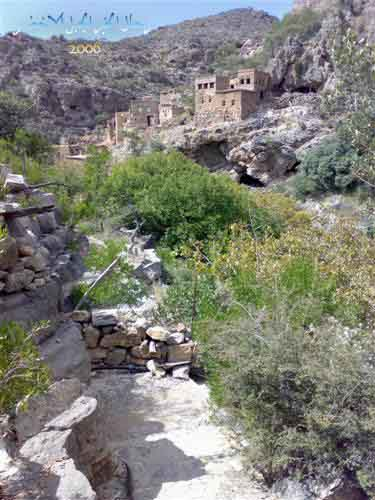
صورة للجبل الأخضر

في أقصى الشمال وعند محافظة مسندم العمانية ترتفع الجبال إلى 1800 متر فوق سطح البحر، ويطلق البعض على رأس مسندم لقب النرويج الاستوائية لكثرة الأودية الغارقة التي تكتنفها الصخور والمداخل الملتوية، ويقع مضيق هرمز بين ساحل إيران وسلطنة عمان ومن أهم مدن محافظة مسندم خصب ومدحاء ودبا وبخا. ويشبه العمانيون هذه السلسلة من الجبال بالعمود الفقري للإنسان فيسمون المنطقة التي تقع على خليج عمان بالباطنة والمنطقة التي تقع إلى الغرب من المرتفعات بالظاهرة.
فمنطقة الباطنة هي الشاطئ الساحلي الذي شكلته الوديان الهابطة من الجبال ويتراوح اتساعه ما بين 15 و 80 كيلومتراً، كما يتجاوز طوله 300 كيلومتر، وهي المنطقة الزراعية الرئيسية في البلاد، حيت البساتين التي ترويها المياه الجوفية وهي تمتد شمالًا من مسقط حتى الحدود مع دولة الإمارات، ولهذا فهي أكثر مناطق السلطنة ازدحاماً بالسكان وتقع فيها عدد من المدن مثل بركاء والمصنعة والسويق والخابورة وصحم وصحار وشناص. أما منطقة الظاهرة فتقع على الجانب الآخر من الجبال وهي أيضا سهول تكونت من طين الوديان تمتد غربا حتى تتلاشى في الصحراء. وتقع فيها عدد من المدن أهمها عبري والبريمي وضنك. يضيق الساحل العماني عند مرتفعات القرم بمحافظة مسقط ليصبح الشاطئ صخرياً مليئاً بالجيوب المائية، كما هو الحال في رأس مسندم في أقصى شمال البلاد ثم يعود فيتسع تدريجيا جنوب مسقط حتى رأس الحد .
أمطار الروايح

## السحب وضباب والأمطار وبارد والعواصف الرعدية وسحب رعدية وخلية بردية والثلوج وتكونات المحلية من جبل الحجر
{{ [[ السحب وضباب وسحب منخفضة والأمطار وبارد والعواصف الرعدية وسحب رعدية وخلية بردية والثلوج وتكونات المحلية وأمطار رعدية ممطرة جبل الحجر في سلطنة عمان ]].}}
{{ [[ السحب وضباب وسحب منخفضة والأمطار وبارد والعواصف الرعدية وسحب رعدية وخلية بردية والثلوج وتكونات المحلية وأمطار رعدية ممطرة من جبل الحجر في دولة الإمارات العربية المتحدة ]]. }} 
أمطار الروايح

## جبل الحجر في الإمارات

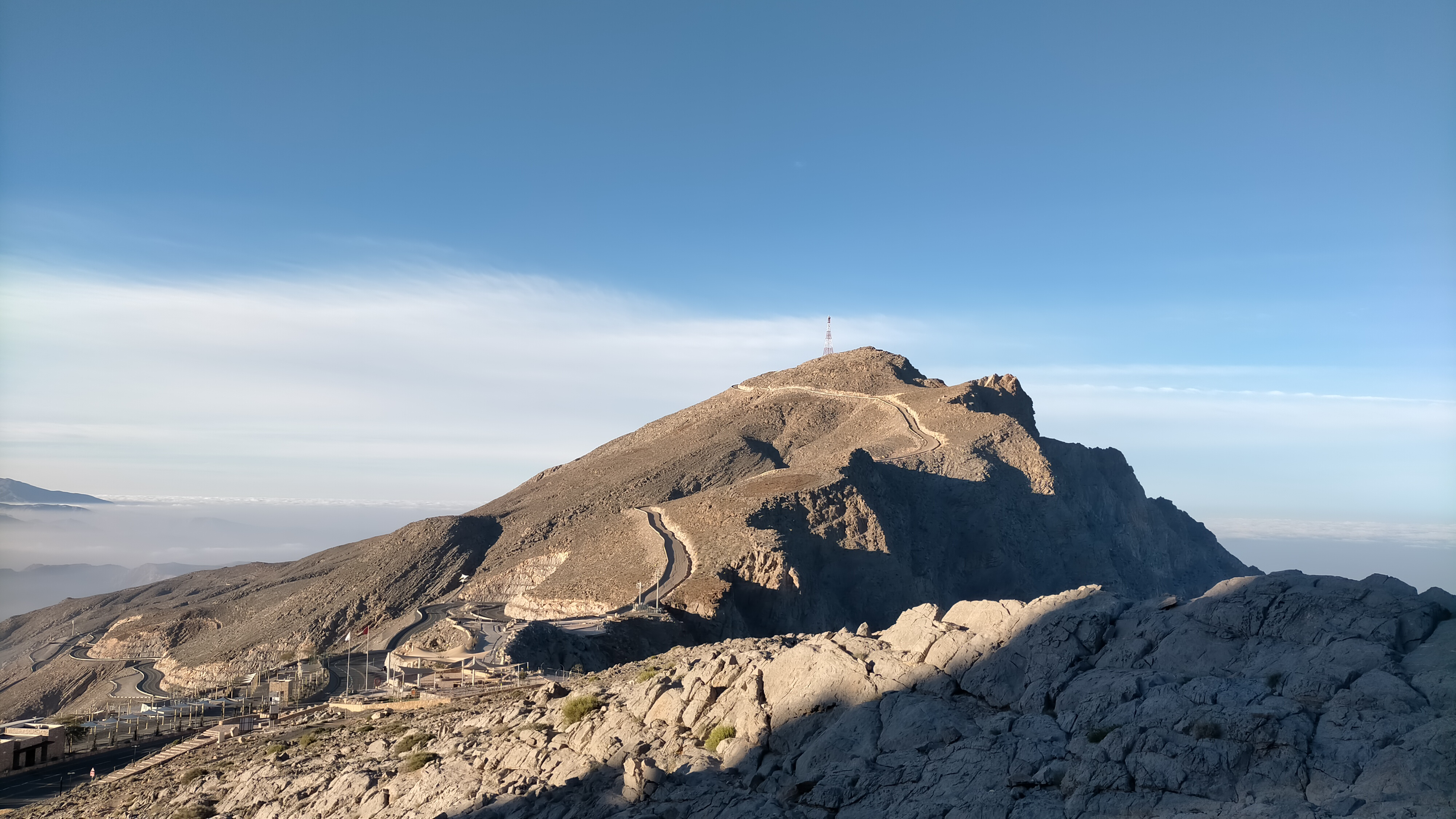
جبل الراعي من سلسلة جبال الحجر في الامارات

تقطع سلسلة جبال الحجر شرق دولة الإمارات من الشمال إلى الجنوب، وتقع في كل من إمارة رأس الخيمة والشارقة والفجيرة.
وتمتد جبال الحجر في دولة الإمارات لمسافة 80 كيلومتراً شمالاً وجنوباً بعرض يصل إلى نحو 32 كيلومتر. وفي سفوح المناطق الشمالية من هذه السلسلة التي تصل أعلى ارتفاعاتها إلى نحو 2438 متراً في رأس الخيمة. وتتميز السفوح الغربية للسلسلة بوجود الوديان الكبيرة والأخاديد التي يستغل بعضها للزراعة.ومن أشهر جبالها :
- جبل الراعي يقع شمال شرق دولة الإمارات العربية المتحدة، في إمارة رأس الخيمة. ويبلغ ارتفاعه 1,691 متراً (5,548 قدماً)، ويقع بالكامل داخل دولة الإمارات العربية المتحدة، و هو أعلى جبل في دولة الإمارات العربية المتحدة،[4]
- جبل رحبة : يبلغ ارتفاعه 1،543 مترًا (5،062 قدمًا)،[5] وهو خامس أعلى قمة في دولة الإمارات العربية المتحدة،

## وصلات خارجية
- موقع حكومة وزارة الإعلام العمانية، صفحة جغرافية عمان
- موقع جمعية البيئة العمانية، صفحة جغرافية عمان